# Mason, Wisconsin
Mason là một làng thuộc quận Bayfield, tiểu bang Wisconsin, Hoa Kỳ. Năm 2006, dân số của làng này là 72 người.